# J. Dunn
J. Dunn – amerykański strzelec, mistrz świata.
Dunn jest medalistą mistrzostw świata. Jedyne podium wywalczył na turnieju w 1923 roku, kiedy został drużynowym mistrzem globu w strzelaniu z pistoletu dowolnego z 50 m (skład zespołu: Irving Calkins, J. Dunn, Karl Frederick, Charles Price, R.G. Wescott). Jego rezultat był najsłabszym wynikiem w reprezentacji. Był to jednak słabo obsadzony turniej – w strzelaniu z pistoletu dowolnego startowali wyłącznie wyżej wymienieni strzelcy amerykańscy.

## Medale mistrzostw świata
Opracowano na podstawie materiałów źródłowych:
| Mistrzostwa     | Konkurencja                       | Wynik                             | Miejsce |
| --------------- | --------------------------------- | --------------------------------- | ------- |
| Camp Perry 1923 | Pistolet dowolny, 50 m, drużynowo | 2540 pkt. (druż.) 487 pkt. (ind.) |         |